# Bahía de Dingalan
La bahía de Dingalan se sitúa al este de la isla de Luzón, en las Filipinas. Se prolonga entre el Cabo Agria, al norte y el Cabo Deseada al sur. En sus aguas se sitúan los islotes Carabaos. Sus arenas blancas y finas, la baja densidad poblacional y su cálido clima la hacen un destino turístico exclusivo.

## Características
La bahía de Dingalan tiene aproximadamente unas dieciséis kilómetros de ancho y se extiende entre las Puntas Agria y Deseada. Penetra unos ocho kilómetros con respecto a la línea externa de la costa. Desde el mar se la distingue como una línea blanca muy claramente marcada entre las colinas y el mar. La ciudad más importante que se encuentra en ella es la homónima Dingalan, con unos siete mil quinientos habitantes. Al norte el Cabo Agria se presenta como una punta desnuda y redondeada, que se proyecta desde el lado oeste de la bahía, y se prolonga a través de diez islotes, llamados Los Carabaos. Estos islotes se escalonan a lo largo de un kilómetro a través de los bancos de arena en la zona de aguas poco profundas. Varios ríos y arroyos se vuelcan a esta bahía, entre ellos, el Langawan, el Subsob, el Malacauayan y el Canasasan.

## Bahías Paltics y Soute
En el extremo norte de la misma bahía se encuentran dos pequeñas entradas. Constituyen asimismo las bahías de Soute, al norte y Paltics, al sur. Los accidentes geográficos que las delimitan son la propia Punta Agria, como extremo septentrional y la Punta Sapew al sur.

## Hechos históricos
La región fue explorada por Juan de Salcedo en 1572 y formaba parte de la contracosta de Manila.
Inicialmente formó parte de la provincia de Kalilaya, junto a Baler y Casiguran. A mediados del siglo XVIII la región tomó el nombre de Tayabas.
En 1818 la región fue transferida a la provincia de Écija. En ese mismo año atracaron en sus costas dos barcos capturados por insurgentes sudamericanos. Se trataba del bergantín de las islas Marianas y el pontín de las Batanes, presas del Capitán Hipólito Bouchard. Al bajar a tierra fueron capturados varios de los hombres del bergantín, entre ellos el capitán Oliver.
En 1898 la bahía fue testigo de los grandes combates de la guerra hispano-estadounidense. En 1956 Dingalan se convirtió en un distrito municipal de Baler para luego separarse definitivamente.